# بیمارستان شفا (شیراز)
بیمارستان شفا واقع در استان فارس، شهرستان شیراز بیمارستانی است خصوصی و درمانی با ظرفیت ۷۷ تخت ثابت که در سال ۱۳۵۵ خورشیدی تأسیس گردید.
هم اکنون این بیمارستان دارای بخش‌های اتاق عمل، اورژانس، زایشگاه، CCU، جراحی زنان و زایمان، جراحی زنان، جراحی مردان، ICU جراحی، ENT، جراحی عمومی، ارتوپدی، داخلی، ارولوژی، نوزادان، فوق تخصصی زیبایی و دیگر واحدهای پاراکلینیکی و درمانگاهی می‌باشد.